# ウォルター・デヴァルー (初代エセックス伯)
初代エセックス伯ウォルター・デヴァルー（英語: Walter Devereux, 1st Earl of Essex，KG、1539年9月16日 - 1576年9月22日）は、イングランドの貴族。

## 経歴
1539年9月16日、リチャード・デヴァルー（初代ヘレフォード子爵ウォルター・デヴァルーの息子）とその妻ドロシア（初代ハンティンドン伯爵ジョージ・ヘイスティングスの娘）の間の長男として生まれる。
1558年に祖父が死去し、第2代ヘレフォード子爵位を継承した。1571年1月にはとこ叔母にあたる第7代バウチャー女男爵アン・バウチャーが死去すると第8代バウチャー男爵位を継承した。さらに1572年5月にはエセックス伯に叙せられた。
アイルランドの反乱鎮圧で一旗揚げようと1572年にアイルランド北部アルスター出兵計画をエリザベス1世に進言し、成功した暁にはアントリムを所領として頂戴できることになった。出兵費用は女王とエセックス伯が折半することになり、彼はその金を用意するために自領を抵当に女王から8万ポンドの借金をした。1573年からアイルランドへ出征したが、反乱軍に手こずり、戦功をあげられないまま、1576年9月に赤痢によりダブリン城で死去した。膨大な借金のみを息子に残すことになった。
死去の前日に女王に宛てて「もう明日の朝日を見ることはできないでしょう。子供たち、特に10歳になる長男ロバートに目をかけていただければ幸いです」と書き残している。

## 栄典

### 爵位
1558年2月27日の祖父の死により以下の爵位を継承した。
- 第2代ヘレフォード子爵 (2nd Viscount Hereford)
（1550年2月2日の勅許状によるイングランド貴族爵位）
- 第11代チャートリーのフェラーズ男爵（英語版） (10th Baron Ferrers of Chartley)
（1299年2月6日の議会招集令状（英語版）によるイングランド貴族爵位）

1571年1月28日にはとこ叔母にあたるアン・バウチャーの死により以下の爵位を継承
- 第8代バウチャー男爵（英語版） (8th Baron Bourchier)
（1348年11月20日の議会招集令状によるイングランド貴族爵位）

1572年5月4日に以下の爵位を新規に叙された。
- 初代エセックス伯 (1st Earl of Essex)
（勅許状によるイングランド貴族爵位）

### 勲章
- 1572年、ガーター騎士団(勲章)ナイト (KG)[2][1]

## 家族
1562年頃、フランシス・ノウルズの娘レティス・ノウルズと結婚し、彼女との間に以下の4子を儲ける。
- 長女ドロシー・デヴァルー（英語版）（1561年 - 1619年） - 第9代ノーサンバランド伯ヘンリー・パーシーと結婚
- 次女ペネロープ・デヴァルー（英語版）（1561年 - 1607年） - 初代ウォリック伯ロバート・リッチ（英語版）、ついで初代デヴォンシャー伯チャールズ・ブラント（英語版）と結婚
- 長男ロバート・デヴァルー（1566年 - 1601年） - 第2代エセックス伯
- 次男ウォルター・デヴァルー（1570年 - 1591年） - フランスで戦死